# Magnetic (navire)
Pour les articles homonymes, voir Magnetic.
Le Magnetic est un transbordeur de la White Star Line mis en service dans le port de Liverpool en 1891. Construit par les chantiers Harland & Wolff de Belfast, il est conçu pour embarquer les passagers sur les paquebots desservant ce port, à l'occasion de la mise en service du Teutonic et du Majestic. Trois ans plus tard, il est rejoint dans ses fonctions par le Pontic, pour sa part chargé des bagages et de la cargaison. Le Magnetic sert la White Star durant plus de quarante ans, et est son premier navire converti au mazout. Il lui arrive parfois de servir de remorqueur.
En 1932, le Magnetic est revendu à une société de remorquage de Liverpool et renommé Ryde. Il est refondu et continue à occuper les mêmes fonctions.  En 1934, il est envoyé dans le nord du pays de Galles, où il sert pour des excursions côtières. L'année suivante, il est finalement envoyé à Glasgow pour y être démantelé.

## Histoire

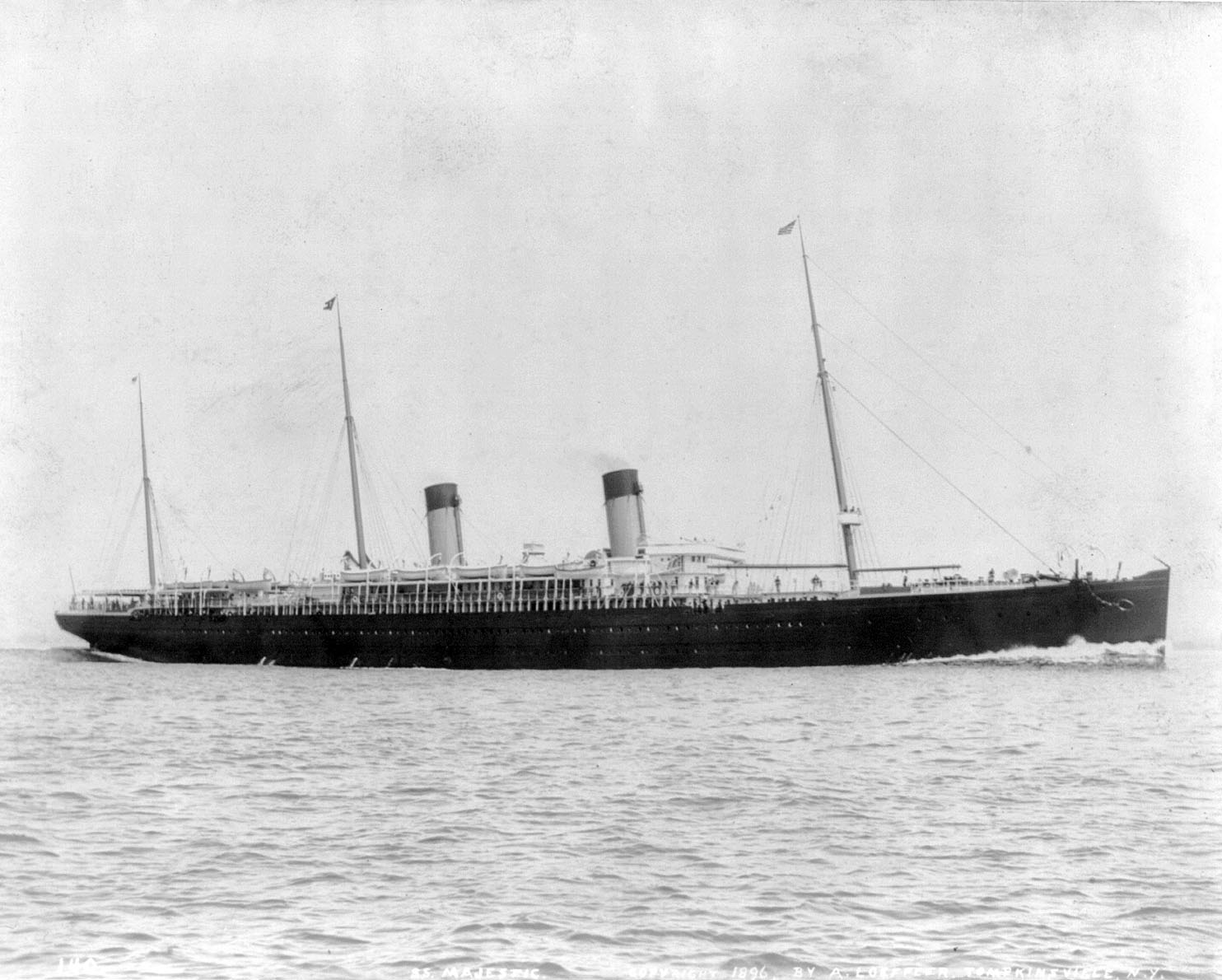
Le Majestic est l'un des premiers paquebots desservis par le Magnetic.

Depuis les années 1870, la White Star Line exploite des navires au départ de Liverpool. À partir de 1873, pour faciliter le chargement des bagages à bord de ses paquebots, elle a recours à un petit transbordeur en bois, le Traffic. Celui-ci est cependant fort insuffisant quand la compagnie met en service de nouveaux paquebots de luxe en 1889 et 1890, le Teutonic et le Majestic. C'est donc pour offrir à ces navires un transbordeur à leur niveau qu'est mis en construction le Magnetic dans les chantiers Harland & Wolff de Belfast. Lancé le 28 mars 1891, le navire est livré à sa compagnie le 6 juin suivant.
Sa mission consiste principalement à transporter les passagers jusqu'aux paquebots, à une époque où les quais de Liverpool ne peuvent accueillir de navires de trop fort tonnage. Le Magnetic est également conçu pour pouvoir remorquer des navires, et éventuellement transporter de l'eau pour réapprovisionner les citernes des paquebots. Bien que le navire soit assez petit, avec 619 tonneaux et 52 mètres de long sur moins de dix de large, il peut accueillir 1 200 passagers à son bord, ainsi que des bagages. Ses machines à triple expansion alimentent deux hélices pouvant le propulser à 13,5 nœuds. Dès 1894, un nouveau transbordeur le rejoint, le Pontic, pour sa part chargé des bagages, de la cargaison, et du transport d'eau. Le Magnetic reste cependant le plus sophistiqué des deux navires.
En juin 1897, le Magnetic accompagne le Teutonic à la revue navale de Spithead pour le jubilé de diamant de la Reine Victoria. Il poursuit ensuite une longue carrière alternant entre ses diverses fonctions. Le 25 novembre 1907, un incident survient : alors qu'il remorque le cargo Armenian, le câble de remorque se rompt, et le navire finit son voyage contre le mur marquant l'entrée du quai, entraînant des travaux de réparation,. Au début des années 1920, alors que le transbordeur a déjà près de trente ans de service derrière lui, il est le premier navire de la White Star à être converti au mazout, plus économique que le charbon. Le 3 octobre 1925, le Magnetic est victime d'un incendie : il faut, pour le sauver, l'échouer à Tranmere. Il est ensuite réparé et reprend son service.
Ce n'est que sept ans plus tard, en 1932 et après 41 ans d'exploitation que la White Star se sépare de son transbordeur, qui est vendu à une entreprise de Liverpool, l'Alexander Towing Company. Il est alors renommé Ryde, peint en blanc et refondu. Il est un temps envisagé de l'envoyer à Southampton, mais il reprend finalement son rôle habituel dans le port de Liverpool. En 1934, il est transféré à Llandudno, au nord du pays de Galles, où il sert cette fois-ci de navire de croisière au cours de rapides excursions le long des côtes. Le 20 août 1935, il est finalement vendu à des ferrailleurs et conduit à Glasgow pour y être démoli.